# Poveda (apellido)
Poveda o Pobeda es un apellido español que se suponía de origen vasco. Los distintos documentos eclesiásticos consultados llevan ambas grafías, y muchas veces en función del escribiente, lo ponía de una forma u otra.
El topónimo Poveda viene del término latino pópulus (‘álamo’), que en castellano se transformó en pobo o povo, y cuya agrupación de varios álamos o chopos da una povoleda o poboleda, evolucionando al final a poveda o pobeda. Así pues en España hay varias poblaciones con el término Poveda en sus nombres, cuyo significado es ‘alameda de...’. Así, «Poveda de la Obispalía» significa ‘alameda de la Obispalía’. Pero también hay otros pueblos que comparten el mismo origen toponímico que los poveda, como pueden ser Pobo o Pulpí, cuyas versiones de nombre evolucionaron de distinta manera. No tenemos noticia de que fuera de España exista ningún nombre de población que incorpore la palabra «poveda».

## Origen
En todos los tratados de apellidos, Poveda aparece como vasco, apoyándose en un manuscrito de Juan de Mendoza, cronista del rey Felipe IV en el siglo XVII, en el que se lee:

La casa solariega de Poveda está puesta en el valle de Gordejuela, en encartaciones del señorío de Vizcaya y goça de todas sus ynmunidades... y hidalguía que el mismo señorío.

José Godoy de Alcántara, en su libro Ensayo histórico etimológico filológico sobre los apellidos castellanos, publicado en Madrid en 1871, dice en la página 84:

Asimismo prestaron denominación los sitios poblados de ciertas plantas ó árboles, ó en que abundan determinados productos u objetos: abruñedo, acebal, pobeda...

Pero después de todas las investigaciones realizadas por Juan Jorge Poveda Álvarez, publicadas en los libros Poveda, de Madrid a Monóvar, Diana Poveda del Pozo y Libros de la Parroquia de Navalperal de Pinares de los siglos XVI, XVII y XVII (estos dos últimos realizados conjuntamente con Pilar del Pozo Yuste) y en un artículo del libro Fiestas de Monóvar del año 2003, se pueden diferenciar tres orígenes distintos del apellido, descartando desde luego su origen vasco:
- Personas apellidadas Poveda o de Poveda que tienen dicho apellido para describir su lugar de nacimiento, residencia o procedencia. Existen en España varias poblaciones que entre su nombre llevan el término Poveda (Poveda de las Cintas, Poveda de Soria), y se observa que en torno a ellos residen personas con el apellido Poveda. Tenemos ejemplos en Salamanca y Navalperal de Pinares.
- Apellido que surge en la zona sureste de la Península, dentro de un área cuyos límites serían Valencia, Requena, Belmonte, Valdepeñas, Úbeda, Lorca y Beniaján.
- Los Poveda de Andalucía. Probablemente sean emigrantes de la zona II, pero no se puede confirmar. Dieron origen a los apellidos compuestos de Poveda.

En el País Vasco la presencia del apellido actualmente es anecdótica. Unido esto a que historiadores de la zona confirman que en sus investigaciones no han topado nunca con el apellido y que en las Fogueraciones de Bizcaia del siglo XVIII de Jaime de Kerexeta, años 1704, 1745 y 1796 no se localiza ningún habitante con el apellido en Gordejuela, hace poner en duda el origen vasco del mismo. Es posible que el apellido se pueda haber extinguido en las Encartaciones, o desde allí haya pasado a América. Aparece un sujeto llamado Sebastián de Poveda nacido en Gordejuela, Vizcaya, casado en Villaescusa de Haro, Cuenca, con María Ramírez, tuvieron por hijo a Juan de Poveda que se casó con María López, uno de sus hijos Benito López de Poveda, nacido en Villa Escusa de Haro, migró a América y fue conquistador de Muzo, en el Nuevo Reino de Granada.
Tras la conquista de América iniciada en 1492, cualquier persona que embarcaba en España camino del Nuevo Mundo tenía que solicitar un permiso para realizar el viaje. Se les negó desde un principio a judíos, moriscos, pero todo la documentación de dichos permisos nos ha permitido conocer la migración de los apellidos hacia América. Hoy todos estos documentos se encuentran custodiados en el Archivo General de Indias, en Sevilla, España, al cual se puede acceder mediante visita personal para consultar sus fondos. Pero a principios del siglo XX, Bermúdez Plata transcribió de forma sistemática todos los índices de viajeros del siglo XV y siglo XVI. A través de la docena de volúmenes de Bermúdez Plata conocemos los Poveda viajaron en el siglo XVI. El primer Poveda que emigró a América fue Pedro Díaz Poveda Fernández, hijo de Rodrigo Poveda y de María Fernández que embarcó para Nueva España el 12 de mayo de 1539. Tras el descubrimiento de América se difunde el apellido por todo el Continente.

## Distribución geográfica
Hoy en día alrededor de 12 000 personas llevan el apellido Poveda en España: el 33 % en la provincia de Alicante, el 15 % en Madrid, el 13 % en Valencia, el 11 % en Barcelona, el 5 % en Murcia, el 3 % en Albacete, el 3 % en Cuenca, el 2,5 % en Salamanca, el 2 % de Ciudad Real, el 1,5 % en Jaén y el resto repartido entre el resto de la geografía peninsular. Aparecen también unas 2000 personas apellidadas Povedano, 50 Pobeda, 125 Povo y 300 Pobo.

## Escudos de armas
El escudo heráldico de un apellido es algo asociado al mismo, de forma ficticia y artificial. En algún momento, alguna persona que llevaba dicho apellido ostentó dicho escudo de armas, por otorgamiento, concesión, creación o apropiación. Ese escudo heráldico, por supuesto, sí pertenece a esa persona y a los descendientes con dicho apellido de dicha persona pero no a otras que compartan dicho apellido. Pero como es bastante difícil localizar estos primero apellidos "escudados" y, además, el interés por temas heráldicos y genealógicos está en alza, en los tratados de heráldica, comercios y negocios del sector, se asocia un escudo de armas conocido para un apellido/persona concreto a todos los que llevan dicho apellido. Y en este caso están los Poveda. El escudo de armas descrito en la mayoría de los tratados heráldicos nos lo describía en su momento Juan de Mendoza, cronista de Felipe IV en el siglo XVII:

Las armas de la casa solariega de Poveda son un escudo el campo de oro, con una encina verde y dos javalíes negros empinados al tronco, uno por cada costado, todo çercado con una orla de dos órdenes de jaqueles de Plata y rroxo, como lo afirma Diego de Urbina, rexidor de Madrid y rey de armas de los señores reyes dom Phelippe Segundo y Tercero.

Pero también existen por lo menos otros dos escudos de armas atribuidos al apellido son:
- en oro, un gallo de sable, crestado de gules.
- en gules, una espiga de oro, con bordura de gules con ocho besantes de plata.

(Nota: gules = rojo / sable = negro).